# پلاوچویل (لوئیزیانا)
پلاوچویل (به انگلیسی: Plaucheville) شهری در ایالت لوئیزیانا کشور ایالات متحده آمریکا است که جمعیت آن در سرشماری سال ۲۰۱۰ میلادی، ۲۴۸ نفر بوده‌است.